# Lutra
Genre
Synonymes
- Barangia Gray, 1865[2]
- Hydrictis Pocock, 1921[2]
- Lutra Brünnich, 1771[1]
- Lutris Duméril, 1806[3]
- Lutrix Rafinesque, 1815[3]
- Lutronectes Gray, 1867[2] [1] [3]
- Mamlutraus Herrera, 1899[3]
- Nutria Gray, 1865[2]

Lutra est un genre de Mustélidés de la sous-famille des Lutrinae (les loutres).

## Liste d'espèces
Selon BioLib (22 juillet 2019) :
- Lutra bressana (Deperet, 1893) †
- Lutra hessica (Lydekker, 1890) †
- Lutra libyca (Stromer, 1914) †
- Lutra licenti (Teilhard & Piveteua, 1930) †
- Lutra lutra (Linnaeus, 1758) - Loutre d'Europe
- Lutra maculicollis (Lichtenstein, 1835) - Loutre à cou tacheté
- Lutra palaeindica †
- Lutra simplicidens †
- Lutra sumatrana (Gray, 1865) - Loutre de Sumatra

Auxquelles s'ajoutent parfois :
- Lutra nippon (Imaizumi & Yoshiyuki, 1989) - Loutre japonaise
- Lutra euxena (Bate, 1935) †